# وزارت امور اجتماعی (کویت)
وزارت امور اجتماعی (انگلیسی: Ministry of Social Affairs) یکی از سازمان‌های دولتی کویت است که جزئی از کابینه این کشور محسوب می‌شود. وزیر فعلی این وزارتخانه امثال الحویله است.
در ۱۴ دسامبر ۱۹۵۴، شیخ عبدالله سالم الصباح حکم کمیته عالی اجرایی را تحت شماره (T. 63/41) برای تأسیس اداره امور اجتماعی صادر کرد و در ۱۷ ژانویه ۱۹۶۲، مطابق با فرمان امیری شماره ۲ سال ۱۹۶۲، نام این اداره به «وزارت امور اجتماعی و کار» تغییر یافت تا اینکه با صدور قانون شماره ۱۰۹ سال ۲۰۱۳، که جدایی بخش کار از وزارتخانه و تغییر نام وزارتخانه به (وزارت امور اجتماعی) را تصریح می‌کند، دولت کویت اداره عمومی نیروی انسانی را تأسیس کرد تا تمام مسئولیت‌های مربوط به بخش کار را از زمان تأسیس تا به امروز بر عهده بگیرد.

## وظایف
وزارت امور اجتماعی در پی دستیابی به رفاه اجتماعی برای همه شهروندان، ارائه خدمات اجتماعی به متقاضیان، به ویژه افراد دارای نیازهای ویژه، تلاش برای تنظیم اشتغال در سطوح دولتی و مدنی، مبارزه با بیکاری، آموزش کارگران ملی و حل و فصل شکایات کارگری و همچنین انجام امور مربوط به راهنمایی و هدایت اجتماعی از طریق نشریات، نشریات دوره‌ای و سایر رسانه‌ها است.
خدمات اجتماعی ارائه شده توسط این اداره در سال ۱۹۵۶ گسترش یافت و شامل سبدهای فروش که به صورت رایگان به افراد با درآمد محدود اعطا می‌شد، آموزش دختران از طریق ایجاد یک مرکز تخصصی برای یافتن کار مناسب، و همچنین ایجاد واحدهای اجتماعی که از نظر مالی از خانواده مراقبت می‌کردند، علاوه بر این خانه سالمندان نیز در سال ۱۹۵۷ توسط این وزارتخانه تأسیس شد. همچنین وظایفی به این اداره اضافه شد که شامل کنترل اجتماعی سینما، فیلم، تئاتر، سایر فعالیت‌های اجتماعی و کارگری مانند اعتبار صنعتی، روابط بین کارگران و کارفرمایان، بازرسی کار، توانبخشی حرفه‌ای برای افراد دارای معلولیت، مراقبت از جوانان و نظارت بر باشگاه‌ها و نهادها، واجد شرایط بودن و آموزش بزرگسالان بوده است.
این وزارتخانه همچنین نقش نظارتی و تنظیمی خود را ایفا می‌کند و بر انتخابات هیئت مدیره شرکت‌های تعاونی و انجمن‌های عام‌المنفعه که به نوبه خود اخیراً به صورت الکترونیکی اداره می‌شوند، نظارت دارد.

## وزیران سابق
- احمد عبداللطیف الرجیب
- سالم الاذینه
- ذکری عاید الرشیدی
- هند الصبیح
- سعد ابراهیم سعد الخراز
- غدیر اسیری
- مشعان العتیبی
- مبارک العرو
- فهد الشریعان
- فراس سعود المالک الصباح
- امثال الحویله